# Cuisine du Koweït
La cuisine du Koweït ou gastronomie koweïtienne est une fusion des cuisines arabe, iranienne, indienne et méditerranéenne. La cuisine koweïtienne fait partie de la cuisine arabe orientale. Un plat important de la cuisine koweïtienne est le machboos, un plat à base de riz généralement préparé avec du riz basmati assaisonné d'épices et du poulet ou du mouton. Les fruits de mer constituent une part importante du régime koweïtien, en particulier le poisson. Le mutabbaq samak est un plat national au Koweït. Les autres plats préférés locaux sont le hamour (mérou), qui est généralement servi grillé, frit ou avec du riz biryani en raison de sa texture et de son goût ; le safi (poisson-lapin) ; le maid (poisson-mulet) ; et le sobaity (dorade). Le plat de pain traditionnel du Koweït est appelé khubz tannūr. Il s'agit d'un gros pain plat cuit dans un four spécial et il est souvent garni de graines de sésame. Le pain est souvent servi avec de la sauce de poisson mahyawa.

## Mets koweïtiens
- Biryani (en arabe : برياني) : un plat très courant, composé de riz très assaisonné cuit avec du poulet ou de l'agneau. Originaire du sous-continent indien[4].
- Gabout (قبوط), : boulettes de farine farcies dans un ragoût de viande épais.
- Harîsa (هريس) : blé cuit avec de la viande puis écrasé, généralement garni de sucre à la cannelle.
- Jireesh (yireesh) (جريش) : une purée d'épeautre cuit avec du poulet ou de l'agneau, des tomates et quelques épices.
- Machboos (مجبوس) : un plat à base de mouton, de poulet ou de poisson accompagné de riz parfumé cuit dans un bouillon de poulet/mouton bien épicé.[4]
- Mashkhool (مشخول) : riz blanc et au fond de la marmite, des rondelles d'oignon avec du curcuma et du poivre noir. et parfois des pommes de terre et des aubergines sont également ajoutées au fond de la marmite.
- mashwi jeder (مشوي جدر) : riz blanc avec du bœuf ou du poulet, des oignons, des pommes de terre et des épices, le tout au fond de la marmite, puis retourné sur une assiette.
- Maidem (ميدم) : un riz blanc et dessus du poisson haché mélangé à des épices.
- Marabyan (مربين) : un riz cuit avec des crevettes fraîches ou sèches.
- Maglooba (مقلوبة) : riz cuit avec de la viande, des pommes de terre et des aubergines.
- Margoog (مرقوق) : ragoût de légumes, contenant généralement de la courge et de l'aubergine, cuit avec de fins morceaux de pâte étalée.
- Mumawwash (مموش) : riz cuit avec des lentilles vertes et pouvant être garni de crevettes séchées.
- Muaddas (معدس) : riz cuit avec des lentilles rouges et pouvant être garni de crevettes séchées.
- Mutabbaq samak (مطبق سمك) : poisson servi sur du riz. Le riz est cuit dans un bouillon de poisson bien épicé.
- Quzi (قوزي) : agneau rôti farci de riz, de viande, d'œufs et d'autres ingrédients.

## Sauces et soupes
- Daqqus (en arabe : دقوس) : type de sauce tomate servie avec du riz.
- Mabboj (معبوج) : une sauce piquante, du poivron rouge ou vert mélangé à d'autres ingrédients.
- Mahyawa (مهياوة) : une sauce de poisson piquante.
- Marrag (مرق) : un type de bouillon avec de la pâte de tomate et une variété de légumes et d'épices.
- Soupe de lentilles.

## Desserts
- Asida (en arabe : عصيدة) : plat composé de farine de blé cuite, additionnée de beurre ou de miel.
- Balaleet (بلاليط) : nouilles sucrées au safran servies avec une omelette salée par-dessus.
- Bayth elgitta (بيض القطا) : biscuit frit fourré d'un mélange de noix moulues et mélangé à du sucre en poudre. Son nom vient de l'œuf du ganga couronné (commun dans la région) en raison de sa forme similaire.
- Darabeel (درابيل) : préparé à partir de farine, d'œufs, de lait et de sucre formés en couches très fines roulées. On y ajoute parfois du sucre, de la cardamome ou de la cannelle.
- Lugaimat (لقيمات) : raviolis frits à la levure nappés de sirop de sucre (sucre, safran).
- Gers ogaily (قرص عقيلي) : un gâteau traditionnel à base d'œufs, de farine, de sucre, de cardamome et de safran. Traditionnellement servi avec du thé.
- Zalabia (زلابية) : pâte frite imbibée de sirop (sucre, citron et safran, elle a une forme tourbillonnante distinctive.
- Ghraïba : Biscuits délicats à base de farine, de beurre, de sucre en poudre et de cardamome. Généralement servis avec du café arabe.
- Khabeesa : plat sucré à base de farine et d'huile.
- Sab Alqafsha (arabe koweïtien (en) : صب القفشة) : similaire au lugaimat mais avec du safran et du sirop de cardamome en plus.
- Elba (arabe : ألبة) : pudding au lait koweïtien au safran et à la cardamome.
- Maghuta (arabe koweïtien (en) : ماغوطة) : C'est un type de pudding qui contient de la poudre de coque de noix de coco, du sagou au lieu de l'amidon fabriqué avec du safran[5].

## Boissons
- Laban (لبن) (babeurre)[6].
- Sharbat baithan.
- Thé noir servi dans des tasses délicates appelées istikana.
- Café arabe.
- Thé koweïtien.
- Thé au citron vert séché.
- Thé karak.
- Différentes variétés de thé arabe.